# Twiggy
Dame Twiggy Lawson, all'anagrafe Lesley Hornby (Londra, 19 settembre 1949), è una supermodella, attrice e cantante britannica.

## Biografia
Nata a Neasden, sobborgo di Londra, viene scoperta, all'età di 16 anni, da Justin de Villeneuve, che la nota da un parrucchiere dove lavora come shampista; ne diviene il fidanzato e, ben presto, il manager, intuendo in lei "il volto nuovo" che la Swinging London degli anni '60 attendeva, la lancia con il soprannome di "Twiggy" ("stecchino"), in esplicito riferimento alla sua magrezza adolescenziale. Divenuta maggiorenne, rompe con de Villeneuve e amplia i suoi orizzonti, apparendo come attrice e cantante, soprattutto nel film Il boy friend (1971), diretto da Ken Russell. Da allora recita in diversi ruoli, sia sul palco che davanti alla cinepresa.
Nel corso degli anni '60 e '70 ottiene le copertine delle riviste più prestigiose, quali Vogue, Elle, Tatler , Seventeen, Interview e tante altre. Twiggy raggiunge una celebrità inimmaginabile allorché Mary Quant decide di affidare alla sua immagine il lancio della minigonna. Nel 1983 Twiggy debutta a Broadway, diretta e affiancata da Tommy Tune, nel musical My One and Only, basato sulle musiche di Gershwin; ottiene una nomination ai Tony Award. Compare sulla copertina dell'album Pin Ups (1973) di David Bowie, assieme allo stesso cantante.
Nel film The Blues Brothers (1980) interpreta una ragazza cui Elwood dà un appuntamento in un'area di servizio dove lo attenderà invano mentre quest'ultimo sarà in fuga, col fratello Jake, per Chicago. Twiggy partecipa a una puntata del Muppet Show, tra i versi di approvazione dei personaggi animati. È stata dalla 5ª alla 9ª stagione un giudice del concorso America's Next Top Model, condotto da Tyra Banks.

## Vita privata
Nel 1977 sposò l'attore Michael Witney. La coppia ha avuto una figlia, Carly, nata nel 1978. Witney morì improvvisamente, per un attacco cardiaco, nel 1983. Nel 1988 Twiggy sposò l'attore Leigh Lawson a Sag Harbor, Long Island. Lawson ha adottato la figlia di Twiggy, che ha preso il suo cognome.

## Omaggi
Il suo nome è stato utilizzato come pseudonimo da Twiggy Ramirez, bassista della band statunitense Marilyn Manson, in cui quasi tutti i componenti associano il nome di una top model al cognome di un serial killer.

## Filmografia
- Popcorn - documentario (1969)

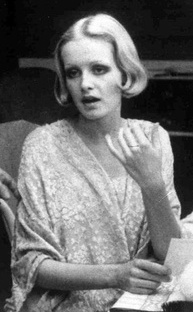
Twiggy nel 1971

- All Talking... All Singing... All Dancing - cortometraggio (1971)
- Il boy friend (The Boy Friend), regia di Ken Russell (1971)
- W (1974)
- The Butterfly Ball (1976)
- The Blues Brothers, regia di John Landis (1980)
- È arrivata la sposa (1980)
- Il dottore e i diavoli (1985)
- Club Paradise, regia di Harold Ramis (1986)
- The Little Paradise (1987)
- Madame Sousatzka (1988)
- Istanbul (1989)
- Body Bags (1993)
- Edge of Seventeen (1998)
- Woundings (1998)

## Doppiatrici italiane
- Pinella Dragani in Club Paradise, Body Bags - Corpi estranei
- Fiorella Betti in Il boy friend
- Serena Verdirosi in The Blues Brothers - I fratelli Blues
- Emanuela Rossi in Madame Sousatzka

## Agenzie
- Models 1 Agency - Londra
- Ford Models - New York